# ادوین
ادوین (انگلیسی: Edwin) شرکت پوشاک ژاپنی است، که در سال ۱۹۴۷ تأسیس شد و هم‌اکنون زیرمجموعه‌ای از شرکت ایتاچو می‌باشد.